# David Hume
David Hume [deɪ.vɪd hjʊːm] (26. dubna 1711, Edinburgh – 25. srpna 1776, Edinburgh) byl skotský filosof, který je považován za jednoho z největších anglicky píšících filosofů 18. století. Domyšlením některých důsledků teorie poznání známé jako empirismus poukázal na její nedostatky, což prý vytrhlo Immanuela Kanta z jeho dogmatického spánku. Znám je svojí kritikou kategorie kauzality jako něčeho, co by bylo ve věcech (na základě introspekce hájil tezi, že pojem kauzality, stejně jako např. pojem substance, není ničím jiným než opakováním sledu či souvýskytu určitých stabilně se vyskytujících vjemů neboli impresí). Další oblastí kritiky je u něj pojetí poznání jako indukce (viz opět impuls pro Kantův „koperníkovský“ obrat). V kontextu ateismu má, deklarující se jako tvrdošíjný ateista[zdroj?], zejména význam svým principem přístupu k tzv. zázrakům (tj. svědectvím o porušení přírodních zákonů), tzv. Humeovou břitvou, tzn. právě tím, že se „zázrak“ definuje jako porušení přírodního zákona, jehož fungování je ale v souladu se vší lidskou zkušeností, je zázrak něčím nemožným (tj. právě tím jak je definován). Odmítá i deismus, podle něj nelze na nějakého Boha-Tvůrce usuzovat ze světa, tj. z „výtvoru“.

## Život a základní data
Narodil se do právnické rodiny v Edinburghu jako David Home (příjmení si změnil v roce 1734, protože Angličané měli problém skotské „Home“ vyslovovat správně). Byl nadané dítě, a tak byl přijat na Edinburskou univerzitu již ve dvanácti letech (normální tehdy bylo čtrnáct). Ve dvaceti šesti letech napsal během svého víceletého pobytu ve Francii své základní dílo Pojednání o lidské přirozenosti (vyšlo tiskem v Londýně roku 1740).
Dvakrát se ucházel o akademickou katedru, leč marně. Přijal tedy místo knihovníka v Edinburghu. Tato činnost byla pro něj podnětem k sepsání díla Dějiny Anglie, které jej proslavilo a přineslo mu i hmotný blahobyt. Jeho další život byl bohatý na úspěchy a vnější pocty. Dva roky dělal tajemníka lordu Hertfordovi v Paříži, kde se mimo jiné setkal s J. J. Rousseauem. Po svém návratu pracoval jako vysoký úředník státní správy.
Závěr života prožil v kruhu svých oddaných přátel. Nikdy se neoženil. Zemřel roku 1776, pravděpodobně na rakovinu jater.

## Dílo

### Spisy
Katolická církev zařadila veškeré jeho spisy (opera omnia) na Index zakázaných knih.
- Dějiny Anglie (The History Of England), 1754–61 (6 dílů)
- Dopis džentlmena příteli v Edinburghu (A Letter from a Gentleman to his Friend at Edinburgh), 1745
- Four Dissertations (obsahuje „Přirozené dějiny náboženství“ a „O normě vkusu“), 1757
- Morální a politické eseje (Essays, Moral And Political), 1741–42
- Pojednání o lidské přirozenosti (A Treatise Of Human Nature), 1739–40
- Political Discourses, 1752
  - esej O penězích (On money) – zde dal Hume pevný základ kvantitativní teorii peněz
- Rozmluvy o přirozeném náboženství (Dialogues Concerning Natural Religion), 1779
- Zkoumání lidského rozumu (An Enquiry Concerning Human Understanding), 1748
- Zkoumání morálních principů (An Enquiry Concerning The Principles Of Morals), 1751

### České překlady
- HUME, David. Dialogy o přirozeném náboženství. Překlad Tomáš Marvan. Vyd. 1. Praha: Dybbuk, 2013. 206 s.ISBN 978-80-7438-101-0.
- HUME, David. Zkoumání o lidském rozumu. Překlad Josef Moural. Vyd. v tomto překl. 1. Praha: Svoboda, 1996. 235 s. Filozofické dědictví. ISBN 80-205-0521-0.
- HUME, David. Zkoumání lidského rozumu. Překlad Vojtěch Gaja. 1. vyd. Praha: Svoboda, 1972. 223 s.
- HUME, David. Přirozené dějiny náboženství; a Rozmluvy o náboženství přirozeném. Překlad Jan Škola. V Praze: Nákladem Jana Laichtera, 1900. 207 s. Laichterův výbor nejlepších spisů poučných; kn. 13.
- HUME, David. Zkoumání o zásadách mravnosti a zkoumání o rozumu lidském. V Praze: Jan Laichter, 1899. 368 s. Laichterův výbor nejlepších spisů poučných; kn. 8.

## Předchůdce klasických ekonomů
Jeho práce kromě ryze filosofických zahrnovaly také celou řadu témat týkajících se dnešní ekonomie. Byl to právě on, který ve svém souboru esejí nazvaném Political discourses rozpracoval jak počátky kvantitativní teorie peněz, tak obhájil jejich neutralitu a objasnil vztah množství peněz k úrokové míře.

### Kvantitativní teorie peněz
Přestože náznaky kvantitativní teorie peněz můžeme nalézt už u Cantillona a Johna Locka, můžeme Huma považovat za prvního filosofa, který ve své eseji O penězích důkladněji rozpracoval takzvanou původní kvantitativní teorii peněz, která přetrvala téměř nezměněně až do první poloviny devatenáctého století. Podle něj se zvýšení množství peněz v oběhu promítne vždy do růstu cen, bez ohledu na to, odkud jsou do ekonomiky peníze přiváděny. Pouze se tak občas děje s určitou časovou prodlevou.

### Neutralita peněz
Peníze jsou podle něj téměř vždy neutrální. Nezáleží tedy vůbec na tom, kudy je do oběhu přivedeme. Změny cen, zisků a mezd jsou tedy pokaždé pouze nominální. Vydatnou peněžní emisí se nám nikdy nemůže podařit zvýšit výkon reálné ekonomiky. Maximálně se nám může podařit změnit reálné poměry mezi příjmy a majetkem jednotlivých skupin obyvatel.

### Obchodní bilance
Pomocí kvantitativní teorie se mu podařilo zvrátit mylné tvrzení merkantilistů o aktivní obchodní bilanci. Vzkázal jim, že nemá smysl snažit se neustále dosahovat aktivní obchodní bilance a tím hromadit stále větší a větší množství drahých kovů. Díky přílivu drahých kovů do země se totiž zvyšuje cenová hladina celé země a v globále se tím snižuje její mezinárodní konkurenceschopnost. Výsledkem toho je nižší export země a naopak vyšší import. Obchodní bilance se tím opět vyrovnávají nebo se dokonce dostávají do deficitu. Dostáváme se tedy zpět do počátku našeho marného snažení.
Bojovat proti přirozené tržní rovnováze je podle něj naprostým nesmyslem. Vyvrátil tak, že mezinárodní obchod není žádná hra s nulovým součtem, jak se domnívali, ale naopak velice pozitivní jev, který zvyšuje bohatství všech států:
Proto si troufám přiznat, že nejen jako člověk, ale i jako Brit, prosím za vzkvétající obchod Německa, Španělska, Itálie, dokonce samotné Francie. Jsem si jist, že Velká Británie i všechny tyto národy by více vzkvétaly, kdyby jejich panovníci a ministři vůči sobě uplatnili takové velkorysé a benevolentní smýšlení.
(David Hume, Politické rozpravy, esej O žárlivosti obchodu)

### Úroková míra
Teorii úrokové míry podávanou merkantilisty také vyvrátil. Množství peněz v oběhu podle něj nemá na úrokovou míru naprosto žádný vliv. Úrok není podle něj peněžním jevem, ale reálným jevem. Zvýšenou nabídkou peněz se nám ho proto nikdy nepodaří snížit. Příliv peněz do oběhu pouze zvyšuje ceny všeho zboží, a tedy i množství peněz, které si chtějí lidé vypůjčit. Převis nabídky peněz nad poptávkou se proto během krátké doby rozplyne a úroková míra se vždy vrátí na hodnotu předchozí. Jen ty ceny budou opět o něco vyšší.

## Myšlenky
Navazuje na Locka, ale co přináší navíc, je nové, přesné rozlišení jednoduchých představ. To, co je přítomno a fakticky vnímáno prostřednictvím vnější nebo vnitřní percepce, nazývá impression (dojem). Obrazy (kopie) dojmů, které plodí vzpomínka a fantazie, nazývá ideas (ideje). Složené ideje jsou vytvořeny v rozumu, kombinací jednoduchých elementů (impresí a idejí).

## Principy asociace idejí
1. Princip podobnosti a odlišnosti. Podle tohoto principu vzniká matematická věda.
2. Princip prostorové a časové soumeznosti.
3. Princip kauzálního spojení jako příčina a účinek.

Nárok na pravdivost mají pouze takové poznatky, které lze přímo vyvodit z impresí (dojmů). Tímto skepticismem zasadil metafyzikům těžkou ránu, ne-li zničující, protože podle něj dogmatičtí filosofové překračují hranice a předstírají vědění tam, kde prostě vědět nemůžeme.

## Naše omyly podle Huma
Paměť a představivost, na nichž spočívá celý, vyšší duchovní život, jsou podle něj uzpůsobeny tak, že se při sdružování představ mohou velmi snadno mýlit. Určitým idejím podsouváme nesprávné imprese nebo naopak. Existují omyly, kterým svorně podléháme všichni, jakési idoly nebo klamy lidského rodu.

### Omyl v pojmu substance
Vezmu-li z tělesa všechny kvality, které jsou nám dány impresemi, co zbude?
Představa? Ale představa substance přece musí pocházet z nějaké imprese. Představa nemá vůbec svůj původ ve vnějším vnímání (to poskytuje pouze kvality a jejich spojení), nýbrž ve vnitřním nazírání, v činnosti rozumu, pozorujícího sebe sama. Stejně tak uvažuje i o duchu.
Nutně se klade otázka, co pro takový názor ještě zbývá ze světa?
Představa. Zbývá pouze uplývání představ, které se objevují a mizí zcela nahodile.
Kritika pojmu kauzality:
Co znamená kauzalita pro běžné myšlení?
Druhá změna se jeví jako způsobená prvou, jako její nutný následek.
Jak ale dospíváme k názoru, že toto spojení je nutné?
Představa kauzality by mohla být pravdivá za předpokladu, kdyby se dala vykázat nějaká imprese, která by nám toto spojení ukázala jako příčinné a nevyhnutelné.
Je nějaká taková imprese?
Nikoli, odpovídá, ne ve vnějším vnímání jako v případě substance. Vše, co vnímám, je pouze současnost a následnost. Nevidím víc, než že po události A následuje událost B. Pozoruji-li nějaký proces poprvé, pak vůbec nevím, zda mám před sebou kauzální spojitost anebo nahodilé setkání dvou změn. A nevím, zda tomu bude tak v budoucnosti, ale chci tomu věřit. A proto si vnucuji představu, že je mezi nimi vnitřní, nutná příčinná souvislost. Ale to dělá pouhý zvyk ve mně, psychologická potřeba a právě toto naléhání vnímám jako vnitřní impresi.
Naše vědění o přírodních dějích, o souvislosti mezi vnímanými fakty, není tedy přísně vzato žádné vědění, nýbrž představy. Proto vypracoval vlastní zevrubnou teorii pravděpodobnosti.

## Morální psychologie
Tvrdil, že „rozum je otrokem vášní“. Podle něj jsou rozum i mínění rozumu (víry) motivačně neutrální. Motivační síla vznikne z vášní – tužeb, lásek, citů a jiných pocitů mysli. V jeho obrazu hraje rozum plně reprezentační a informační funkce, přičemž informace nemůže motivovat, aniž by je spojil s vášněmi. Rovněž vášně jsou nenázorné (cit světa nijak nepředstaví) a nemohou být ani pravdivé ani nepravdivé, ani v souladu s rozumem ani proti rozumu. Proto jeho morální psychologie dělí mentální stavy ve dvě skupiny:
1. mínění rozumu (víry), která jsou schopná pravdy, ale motivačně neutrální
2. vášně, které jsou motivačně nabité, ale nejsou schopné pravdy.